# Rija Rakotomandimby
Rija Juvence Rakotomandimby (* 21. November 1982 in Antananarivo, Madagaskar) ist ein ehemaliger madagassischer Fußballspieler.

## Verein
Rakotomandimby spielte im Seniorenbereich erstmals 1999 für BFV Mahajanga. Von 2001 bis 2006 spielte er dann für den madagassischen Club Stade Olympique de l’Emyrne im Mittelfeld. Im Januar 2007 wechselte er schließlich zu USCA Foot aus Antananarivo. Doch schon ein Jahr später ging er weiter zu den Fanilo Japan Actuels. Von 2010 bis 2013 stand er dann bei CNaPS Sport unter Vertrag und beendete dort seine aktive Karriere.

## Nationalmannschaft
Neben seinem Engagement im Vereinsfußball war er A-Nationalspieler Madagaskars und nahm an der Qualifikation zur Fußball-Weltmeisterschaft 2002, 2006 und 2010 teil. Insgesamt absolvierte er von 1999 bis 2008 20 Länderspiele und erzielte dabei zwei Tore.

## Erfolge
- Madagassischer Meister: 2001, 2010, 2013
- Madagassischer Pokalsieger: 2011